# Острівне (Україна)
Острівне́ — село Суворовської селищної громади в Ізмаїльському районі Одеської області в Україні. Населення становить 1306 осіб.
Населення за переписом 2001 року складало 1306 чоловік. Поштовий індекс — 68442. Телефонний код — 4845. Займає площу 2,33 км². Код КОАТУУ — 5120484701.

## Географія
Село розташоване на правому березі річки Киргиж-Китай, у південній частині Арцизького району. Межує з наступними селами: Главані, Задунаївка, Селіогло, Голиця, Виноградне (Болградський район), Старі Трояни та Кирнички (Ізмаїльський район).
Знаходиться за 45 км від кордону з Молдовою, і стільки ж до міста Арциз, до обласного центру Одеса — 185 км. За 6 км від залізничної станції Аліяга.

## Історія

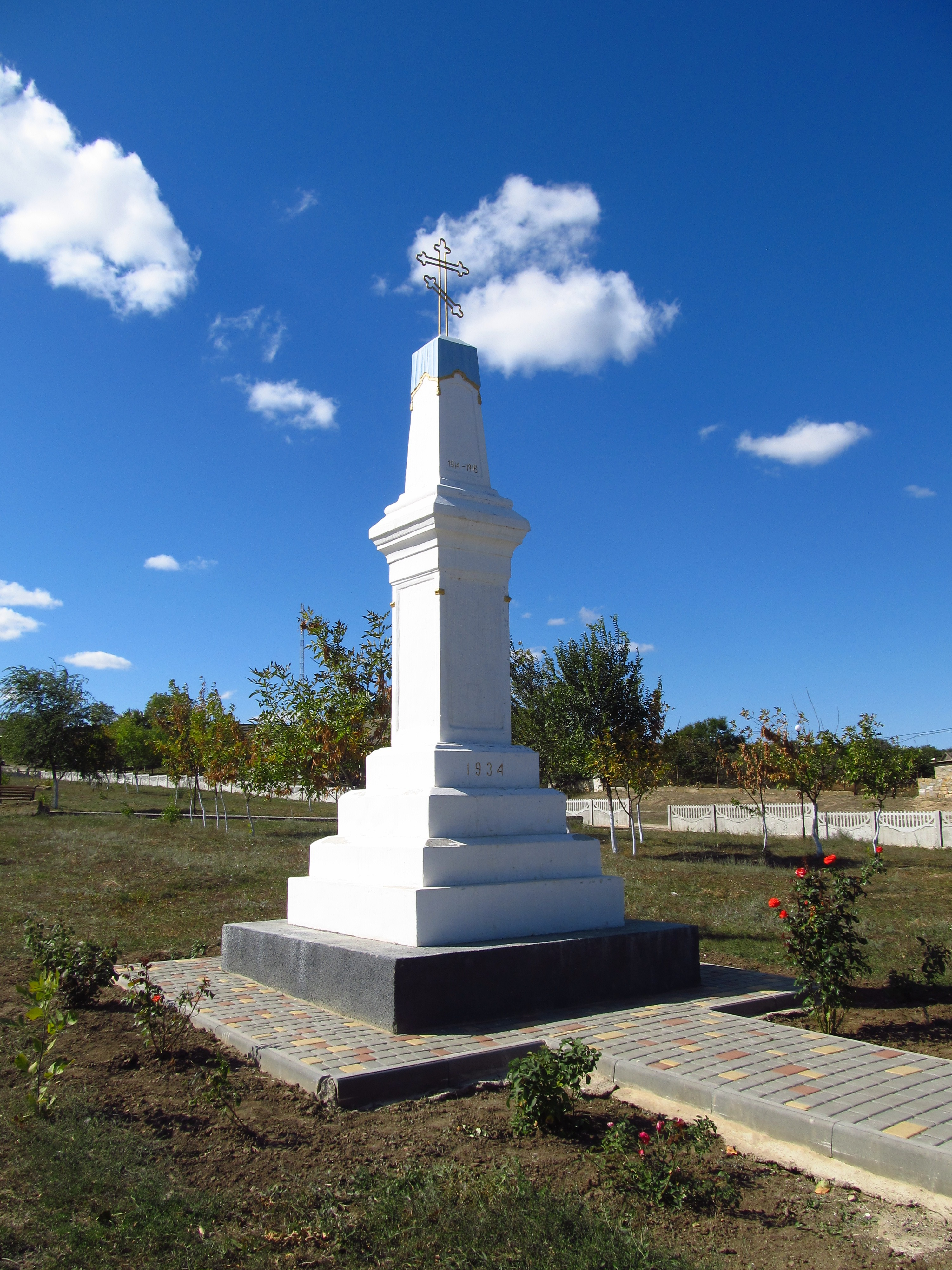
Пам'ятник односельцям, що загинули у Першу світову війну

Територією села проходить частина Нижнього Траянового валу. 
Село засноване в 1817 р болгарами-фракійцям, переселенцями з Північно-Східної Болгарії. За неперевіреними даними Болгарської енциклопедії, у село Острівне переселилися жителі села Караджа (суч. Стефан Караджа) і міста Провадія, Варненського округу. 
14 листопада 1945 року було перейменовано село Кодкитай Новоіванівського району на село Острівне і Кодкитайську сільраду — на Острівнянську. Болгарською мовою село називають Баба, Бабата (з тур. Baba — «батько», «предок», «поважний старий»). 
12 червня 2020 року, відповідно до Розпорядження Кабінету Міністрів України від № 724-р «Про визначення адміністративних центрів та затвердження територій територіальних громад Одеської області», увійшло до складу Суворовської селищної територіальної громади. 
19 липня 2020 року, в результаті адміністративно-територіальної реформи та ліквідації Кілійського району, село увійшло до складу Ізмаїльського району. 
У селі народився Петро Бурлак-Волканов — член Спілки письменників (колишній) СРСР — 1972, Спілки письменників Молдови, член Спілки болгарських письменників, Болгарія.

## Населення
Згідно з переписом 1989 року населення села становило 1565 осіб, з яких 754 чоловіки та 811 жінок.
За переписом населення 2001 року в селі мешкало 1309 осіб.

### Мова
Розподіл населення за рідною мовою за даними перепису 2001 року:
| Мова       | Відсоток |
| ---------- | -------- |
| болгарська | 90,35 %  |
| українська | 3,52 %   |
| російська  | 3,22 %   |
| румунська  | 1,38 %   |
| гагаузька  | 0,61 %   |
| циганська  | 0,46 %   |

## Символіка

### Герб
В основі герба композиція з трьох кольорів — зеленого, срібного та червоного, яка символізує перших болгарських поселенців і єдність, добробут, мир і злагоду народів які проживають в селі. Срібна геральдична кроква нагадує територію, на якій розташоване село, схожа на «лікоть» озера Китай. Колодезь- «журавель» — джерело питної води, символ життя, чистоти, істини і спасіння. Барани символізують одну з основних галузей тваринництва села. Зелений колір символізує родючість і процвітання сільського господарства. Срібний-чистоту і невинність. Червоний — красу, мужність, боротьбу, а також болгарського поета Петра Борисовича Бурлак-Волканова. Герб розміщений в золотому картуші, рекомендований Українським геральдичним товариством, і прикрашений сільською короною, яка вказує на статус.